# Arrigo Lampugnani Nigri
Arrigo Lampugnani Nigri, ha firmato i suoi libri con lo pseudonimo Sergio Livio Nigri, (Milano, 19 novembre 1932), è un editore italiano.

## Biografia
Esponente di una famiglia di industriali tessili, frequentò il Liceo Parini dove strinse una duratura amicizia con Giovanni Raboni, insieme al quale frequentò anche la Statale di Milano, dove si laureò con una tesi sui Manoscritti economico-filosofici del 1844 di Marx. Lo stesso Raboni descriverà così gli anni dell'università e l'amicizia con Arrigo: 
Lampugnani è stato autore di opere di narrativa tra cui si ricordano I cento disegni, con una presentazione di Giovanni Raboni, Milano, Guanda, 1976, e La rete magica, con un'introduzione di Maurizio Cucchi, Milano, Greco&Greco, 2015, e di un volume autobiografico: Questo e altro: storia di una rivista e di un editore.

### La casa editrice
Oltre a Raboni, frequentavano la casa di Corso Venezia Vittorio Sereni ed Enzo Paci (i "mirabolanti precettori" di Arrigo), che divennero, insieme a Raboni, punti di riferimento per la sua attività di editore, che iniziò nel 1961 con la pubblicazione di Il catalogo è questo: quindici poesie di Giovanni Raboni, e si concluse verso la metà degli anni '80, con la pubblicazione, tra l'altro, di Lapsus in fabula di Dario Villa, opera vincitrice del Premio Mondello. Tra gli autori principali della casa editrice si ricordano Dino Formaggio, Carlo Sini, Arturo Massolo, Mario Untersteiner, Michel Foucault, Bruno Snell, Jan Patočka, Raniero Panzieri. Tra le imprese più significative della casa editrice va ricordata la pubblicazione delle riviste "Questo e altro" e "aut aut".

## Opere
- Arrigo Lampugnani Nigri, Questo e altro: storia di una rivista e di un editore, Azzate, Stampa, 2020